# Phi hình sự hóa công việc tình dục
Việc phi hình sự hóa công việc tình dục/ mại dâm là xóa bỏ hình phạt hình sự đối với công việc tình dục (cụ thể là mại dâm). Công việc tình dục, cung cấp dịch vụ tình dục đồng thuận vì tiền hoặc hàng hóa, bị hình sự hóa ở hầu hết các quốc gia. Sự phi hình sự hóa, trong đó hoạt động vẫn là bất hợp pháp, khác với hợp pháp hóa (legalize) và quy định.
Việc phi hình sự hóa công việc tình dục là một chủ đề gây tranh cãi và tranh luận sôi nổi. Những người ủng hộ việc phi hình sự hóa tuyên bố rằng việc loại bỏ hoặc giảm bớt việc truy tố hình sự đối với người bán dâm cho phép công việc tình dục được điều chỉnh, tạo môi trường an toàn hơn cho người bán dâm và ngăn chặn nạn buôn bán tình dục. Tuy nhiên, những người phản đối việc phi hình sự hóa cho rằng nó sẽ không ngăn chặn nạn buôn người và có thể khiến những người bán dâm có nguy cơ cao hơn.
Các tổ chức như UNAIDS, WHO, Tổ chức Ân xá Quốc tế, Tổ chức Theo dõi Nhân quyền, UNFPA và tạp chí y tế The Lancet đã kêu gọi các quốc gia phi hình sự hóa công việc tình dục trong nỗ lực toàn cầu nhằm giải quyết dịch HIV / AIDS và bảo đảm cho người bán dâm tiếp cận các dịch vụ y tế.
Vào tháng 6 năm 2003, New Zealand đã trở thành quốc gia đầu tiên phi hình sự hóa công việc tình dục, với việc thông qua Đạo luật Cải cách Mại dâm.